# Ophiomidas
Ophiomidas is een geslacht van slangsterren uit de familie Ophiolepididae.

## Soorten
- Ophiomidas alatum Koehler, 1904
- Ophiomidas aurum McKnight, 2003
- Ophiomidas dubius (Lyman, 1878)
- Ophiomidas reductum Koehler, 1904